# Serie A 2007/2008
Soutěžní ročník Serie A 2007/08 byl 106. ročník nejvyšší italské fotbalové ligy a 76. ročník od založení Serie A. Soutěž začala 26. srpna 2007 a skončila 18. května 2008. Účastnilo se jí opět 20 týmů z toho 17 se kvalifikovalo z minulého ročníku. Poslední tři týmy předchozího ročníku, jimiž byli AC ChievoVerona, Ascoli Calcio 1898 a poslední tým ročníku – FC Messina Peloro, sestoupily do Serie B. Opačným směrem putovaly Juventus FC (vítěz druhé ligy), SSC Neapol a Janov CFC.
Titul v soutěži obhajoval opět FC Inter Milán, který v minulém ročníku získal již 15. prvenství v soutěži.

## Přestupy hráčů
| Jméno             | odkud               | kam               | cena           |  |
| ----------------- | ------------------- | ----------------- | -------------- |  |
| Alexandre Pato    | SC Internacional    | AC Milán          | 24 000 000 eur |  |
| Mirko Vučinić     | US Lecce            | AS Řím            | 19 500 000 eur |  |
| Cristian Chivu    | AS Řím              | FC Inter Milán    | 16 000 000 eur |  |
| Tiago Mendes      | Olympique Lyon      | Juventus FC       | 13 000 000 eur |  |
| Rolando Bianchi   | Reggina Calcio      | Manchester City   | 13 000 000 eur |  |
| David Suazo       | Cagliari Calcio     | FC Inter Milán    | 13 000 000 eur |  |
| Vincenzo Iaquinta | US Città di Palermo | Juventus FC       | 11 300 000 eur |  |
| Luca Toni         | ACF Fiorentina      | FC Bayern Mnichov | 11 000 000 eur |  |
| Cicinho           | Real Madrid         | AS Řím            | 11 000 000 eur |  |
| Mohamed Sissoko   | Liverpool FC        | Juventus FC       | 11 000 000 eur |  |

## Složení ligy v tomto ročníku
| Klub                | Město              | Stadión                             | Kapacita | Trenér                                                                                    | 2006/07          |
| ------------------- | ------------------ | ----------------------------------- | -------- | ----------------------------------------------------------------------------------------- | ---------------- |
| Atalanta BC         | Bergamo            | Atleti Azzurri d'Italia             | 26 393   | Luigi Delneri                                                                             | 8.               |
| Cagliari Calcio     | Cagliari           | Sant'Elia                           | 23 486   | Marco Giampaolo (do 13.11. 2007) Nedo Sonetti (do 27.12. 2007) Davide Ballardini          | 17.              |
| Calcio Catania      | Catania            | Angelo Massimino                    | 23 420   | Silvio Baldini (do 31.3. 2008) Walter Zenga                                               | 13.              |
| Empoli FC           | Empoli             | Carlo Castellani                    | 19 795   | Luigi Cagni (do 26.11. 2007) Alberto Malesani (do 31.3. 2008) Luigi Cagni                 | 7.               |
| ACF Fiorentina      | Florencie          | Artemio Franchi                     | 47 282   | Cesare Prandelli                                                                          | 6.               |
| Janov CFC           | Janov              | Luigi Ferraris                      | 36 685   | Gian Piero Gasperini                                                                      | Serie B          |
| UC Sampdoria        | Janov              | Luigi Ferraris                      | 36 685   | Walter Mazzarri                                                                           | 9.               |
| AS Livorno Calcio   | Livorno            | Armando Picchi                      | 19 238   | Fernando Orsi (do 9.10. 2007) Giancarlo Camolese (do 28.4. 2008) Fernando Orsi            | 11.              |
| AC Milán            | Milán              | Giuseppe Meazza                     | 82 955   | Carlo Ancelotti                                                                           | 4.               |
| FC Inter Milán      | Milán              | Giuseppe Meazza                     | 82 955   | Roberto Mancini                                                                           |                  |
| SSC Neapol          | Neapol             | San Paolo                           | 60 240   | Edoardo Reja                                                                              | Serie B          |
| AS Řím              | Řím                | Olimpico                            | 82 307   | Luciano Spalletti                                                                         | Stříbrná medaile |
| SS Lazio            | Řím                | Olimpico                            | 82 307   | Delio Rossi                                                                               | Bronzová medaile |
| Turín FC            | Turín              | Olimpico di Torino                  | 27 168   | Walter Novellino (do 16.4. 2008) Gianni De Biasi                                          | 16.              |
| Juventus FC         | Turín              | Delle Alpi                          | 69 000   | Claudio Ranieri                                                                           | Serie B          |
| US Città di Palermo | Palermo            | Renzo Barbera                       | 37 242   | Stefano Colantuono (do 26.11. 2007) Francesco Guidolin (do 24.3. 2008) Stefano Colantuono | 5.               |
| Parma FC            | Parma              | Ennio Tardini                       | 27 906   | Domenico Di Carlo (do 10.3. 2008) Héctor Cúper (do 12.5. 2008) Andrea Manzo               | 12.              |
| Reggina Calcio      | Reggio di Calabria | Oreste Granillo                     | 27 454   | Massimo Ficcadenti (do 1.11. 2007) Renzo Ulivieri (do 3.3. 2008) Nevio Orlandi            | 14.              |
| AC Siena            | Siena              | Artemio Franchi – Montepaschi Arena | 15 373   | Andrea Mandorlini (do 12.11. 2007) Mario Beretta                                          | 15.              |
| Udinese Calcio      | Udine              | Friuli                              | 41 652   | Pasquale Marino                                                                           | 10.              |

## Tabulka
| Poř. | Tým                 | Z  | V  | R  | P  | VG | OG | B  |
| ---- | ------------------- | -- | -- | -- | -- | -- | -- | -- |
| 1.   | FC Inter Milán      | 38 | 25 | 10 | 3  | 69 | 26 | 85 |
| 2.   | AS Řím              | 38 | 24 | 10 | 4  | 72 | 37 | 82 |
| 3.   | Juventus FC         | 38 | 20 | 12 | 6  | 72 | 37 | 72 |
| 4.   | ACF Fiorentina      | 38 | 19 | 9  | 10 | 55 | 39 | 66 |
| 5.   | AC Milán            | 38 | 18 | 10 | 10 | 66 | 38 | 64 |
| 6.   | UC Sampdoria        | 38 | 17 | 9  | 12 | 56 | 46 | 60 |
| 7.   | Udinese Calcio      | 38 | 16 | 9  | 13 | 48 | 53 | 57 |
| 8.   | SSC Neapol          | 38 | 14 | 8  | 16 | 50 | 53 | 50 |
| 9.   | Atalanta BC         | 38 | 12 | 12 | 14 | 52 | 56 | 48 |
| 10.  | Janov CFC           | 38 | 13 | 9  | 16 | 44 | 52 | 48 |
| 11.  | US Città di Palermo | 38 | 12 | 11 | 15 | 47 | 57 | 47 |
| 12.  | SS Lazio            | 38 | 11 | 13 | 14 | 47 | 51 | 46 |
| 13.  | AC Siena            | 38 | 9  | 17 | 12 | 40 | 45 | 44 |
| 14.  | Cagliari Calcio     | 38 | 11 | 9  | 18 | 40 | 56 | 42 |
| 15.  | Turín FC            | 38 | 8  | 16 | 14 | 36 | 49 | 40 |
| 16.  | Reggina Calcio      | 38 | 9  | 13 | 16 | 37 | 56 | 40 |
| 17.  | Calcio Catania      | 38 | 8  | 13 | 17 | 33 | 45 | 37 |
| 18.  | Empoli FC           | 38 | 9  | 9  | 20 | 29 | 52 | 36 |
| 19.  | Parma FC            | 38 | 7  | 13 | 18 | 42 | 62 | 34 |
| 20.  | AS Livorno Calcio   | 38 | 6  | 12 | 20 | 35 | 60 | 30 |

Poznámky
- Z = Odehrané zápasy; V = Vítězství; R = Remízy; P = Prohry; VG = Vstřelené góly; OG = Obdržené góly; B = Body

|  | Mistr ligy a Přímý postup do Ligy mistrů 2008/09 |
|  | Přímý postup do Ligy mistrů 2008/09              |
|  | Postup do 3. předkola Ligy mistrů 2008/09        |
|  | Přímý postup do Poháru UEFA 2008/09              |
|  | Postup do Poháru UEFA 2008/09 z Intertoto Cupu   |
|  | Sestup do Serie B 2008/09                        |

## Střelecká listina
.

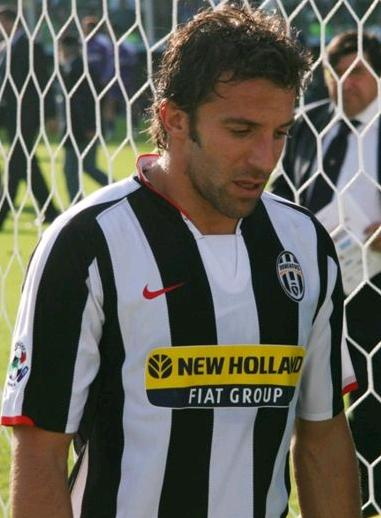
Nejlepší střelec Serie A 2007/08 - Alessandro Del Piero

Nejlepším střelcem tohoto ročníku Serie A se stal italský útočník Alessandro Del Piero. Hráč Juventus FC vstřelil 21 branek.
| P. | Nár       | Hráč                 | Tým                 | Branky |
| -- | --------- | -------------------- | ------------------- | ------ |
| 1. | Itálie    | Alessandro Del Piero | Juventus FC         | 21     |
| 2. | Francie   | David Trezeguet      | Juventus FC         | 20     |
| 3. | Itálie    | Marco Borriello      | Janov CFC           | 19     |
| 4. | Itálie    | Antonio Di Natale    | Udinese Calcio      | 18     |
| 4. | Švédsko   | Zlatan Ibrahimović   | FC Inter Milán      | 18     |
| 4. | Rumunsko  | Adrian Mutu          | ACF Fiorentina      | 18     |
| 7. | Brazílie  | Amauri               | US Città di Palermo | 15     |
| 7. | Brazílie  | Kaká                 | AC Milán            | 15     |
| 9. | Makedonie | Goran Pandev         | SS Lazio            | 14     |
| 9. | Itálie    | Tommaso Rocchi       | SS Lazio            | 14     |
| 9. | Itálie    | Francesco Totti      | AS Řím              | 14     |

## Vítěz
| Serie A 2007/08 FC Inter Milán (16. titul) |